# Saison 2010-2011 du Montpellier Hérault Sport Club
Maillots
Chronologie
Saison précédente Saison suivante
La saison 2010-2011 du Montpellier Hérault Sport Club voit le club évoluer pour la seconde saison consécutive en Ligue 1.
Les pailladins font un début de saison intéressant, se permettant même d'occuper la seconde place du classement au soir 14e journée. Mais une fin de saison difficile après la défaite en finale de la coupe de la Ligue va précipiter la chute de l'équipe qui termine à une 14e place à seulement trois points de la relégation.
En parallèle, le retour sur la scène européenne des héraultais après dix ans d'absence se passe plutôt mal et voit l'équipe hongroise du Győri ETO FC éliminer les hommes de René Girard dès leur entrée en lice.
Alors que les pailladins sont sortis dès leur entrée en coupe de France par le Stade de Reims, c'est en coupe de la Ligue que les héraultais vont briller en atteignant la finale de la compétition face au tenant du titre, l'Olympique de Marseille.

## Déroulement de la saison

### Inter-saison
Après une magnifique saison 2009-2010 et une huitième qualification pour une coupe d'Europe, le club entame sa seconde saison dans l'élite.
René Girard garde confiance envers un groupe jeune qu'il espère voir aller de l'avant.

#### Coupe du monde et matchs internationaux
Pendant l'inter-saison aucun international du club n'a pris part à la coupe du monde 2010, même si Emir Spahić capitaine de la sélection bosnienne en avait fait un de ses principaux objectifs. Pour souvenir, l'équipe de Bosnie s'est fait sortir lors des matchs de barrage européens par le Portugal.[réf. nécessaire]
Cependant, l'annonce de l'arrivée de Marco Estrada, international chilien, participant à la coupe du monde, a permis aux supporteurs pailladins de suivre la compétition d'un autre œil.[réf. nécessaire]

#### Transferts
Le mercato se présente plus calme que l'année précédente sur le plan national. Dès le mois de mai 2010, de nombreuses rumeurs entourent les cadres du Montpellier Hérault SC, sans doute la rançon de la gloire pour un club tout fraichement promu.
Malgré ça, les dirigeants héraultais se sont montrés particulièrement actifs dès le mois de janvier avec la signature du meilleur buteur de Ligue 2, Olivier Giroud, qui était en fin de contrat avec le Tours FC, la prolongation de contrat de Emir Spahić un des meilleurs défenseurs centraux de Ligue 1 et le prêt avec option d'achat de Garry Bocaly, le latéral de Marseille.
Durant le mois de juin plusieurs mauvaises nouvelles tombent pour les supporteurs montpelliérains avec les départs du colombien Víctor Hugo Montaño, meilleur buteur du club, et de Johann Carrasso le gardien de but de la montée 2008-2009 pour le Stade rennais.
Puis le 1er juillet, Alberto Costa, le canonnier argentin et maitre à jouer du club, signe au Valence CF après un long bras de fer entre les dirigeants des deux clubs et le joueur.
Afin de pallier ces départs, les dirigeants montpellierains ont principalement compté sur les jeunes issus du centre de formation et sur deux recrues internationales que sont Hasan Kabze, attaquant du Roubine Kazan et Marco Estrada, milieu défensif de l'Universidad de Chile.

#### Sponsors
Après une saison passée avec comme unique sponsors le Groupe Nicollin, propriétaire du club, le Montpellier Hérault SC aura lors de la saison 2010-2011 de nouveaux sponsors. En effet, grâce aux bons résultats du club plusieurs entreprises se sont manifestés, les principales sont Netbet.fr un site de paris en ligne, Dyneff une entreprise de distribution de carburant et Système U une chaine de grande surface.
Après avoir été informé par l’autorité de régulation des jeux en ligne d’une difficulté afférente à la qualification de l’activité de la société Itechsoft et de son agrément. Le Montpellier Hérault SC a, dans un premier temps, suspendu l’application du contrat jusqu’à ce que son cocontractant justifie qu’il n’existait aucun risque juridique dans l’application du contrat.
Finalement, la société NetBet n'ayant pas obtenu l'agrément de l'autorité de régulation des jeux en ligne, c'est La Foir'Fouille qui est devenu le nouveau sponsor maillot du club pour le reste de la saison.

### Pré saison
Avant son premier match officiel en Ligue Europa prévue le 29 juillet, le Montpellier Hérault SC a prévu quatre matchs amicaux.
Le premier de ses matchs s'est déroulé le 10 juillet à Mende face à l'Avenir Foot Lozère, un club évoluant en division d'honneur régionale de la ligue du Languedoc-Roussillon. Ce match servait de clôture à la semaine de stage physique en Lozère et outre l'aspect sportif, il était une sorte de remerciement aux mendois pour leur chaleureux accueil. Si le score de quatre buts à zéro reste anecdotique, ce match a permis aux supporteurs d'apprécier la qualité des nouvelles recrues, avec notamment un but d'Olivier Giroud ou de belle phase de jeu de Marco Estrada mais également de voir s'illustrer quelques jeunes prometteurs comme Bengali-Fodé Koita ou encore Romain Armand, de retour du Clermont Foot.
Les trois matchs de préparation qui ont suivi n'ont pas été particulièrement probant pour le club héraultais, après deux tristes matchs nuls sur le score de 0-0 face au FC Istres et au Toulouse FC, les hommes de René Girard sont allés s'incliner en Corse un but à zéro face au GFCO Ajaccio pensionnaire de CFA. Il a fallu attendre le début des compétitions officielles pour voir les montpelliérains beaucoup plus incisif.[réf. nécessaire]

### Qualification de la Ligue Europa et début du championnat
C'est le 29 juillet que le Montpellier Hérault SC entamait sa première compétition officielle face au Győri ETO FC, un club hongrois de la ville de Győr. Pour son retour sur la scène européenne après plus de dix ans d'absence, le club s'est imposé grâce à une frappe monumentale de son attaquant Olivier Giroud sur le terrain des hongrois.[réf. nécessaire] Ce résultat n'a pas suffi au club héraultais qui malgré une nette domination lors du match retour, le 5 août, s'est incliné après prolongation lors de la séance de tirs au but.[réf. nécessaire] Malgré cette élimination, les joueurs ont su réagir en remportant le premier match de championnat de la saison au stade de la Mosson face aux Girondins de Bordeaux grâce à un but de Garry Bocaly à la 48e minute.[réf. nécessaire]
Après deux matchs moyens contre l'AS Monaco et le SM Caen (0-0), les héraultais réalisent une bonne opération face au Valenciennes FC grâce au premier but en Ligue 1 d'Olivier Giroud inscrit à la 29e minute.[réf. nécessaire] Mais après ce premier mois de compétition, le club va connaitre un mois de septembre calamiteux, enchainant deux défaites d'affilée face à l'AS Nancy Lorraine (1-2) puis à l'AS Saint-Étienne (3-0) et une victoire plutôt poussive face à la lanterne rouge de Ligue 1, l'AC Arles-Avignon (3-1) grâce à un doublé d'Olivier Giroud.

### Des raisons d'espérer et la coupe de la Ligue
Au début du mois d'octobre, les pailladins vont connaitre une nouvelle déconvenue au Stadium Nord du Lille OSC (3-1). Mais un bon match à domicile face au FC Sochaux-Montbéliard (2-0) puis une victoire chez le leader rennais (1-0), vont préparer au mieux l'entrée et la victoire en huitième de finale de la coupe de la Ligue des montpelliérains face à l'AC ajaccien. Après un bon nul face à un Paris-Saint-Germain sur un nuage, l'équipe de René Girard va faire un de ses plus mauvais match au stade Félix-Bollaert face à l'avant dernier du classement, le RC Lens (2-0).
Mais cette défaite est vite oubliée, puisque dans la semaine qui suit, les héraultais se qualifient pour les demi-finales de la coupe de la Ligue en éliminant une autre équipe du nord (2-1), le Lille OSC, avec une équipe fortement remanier et un doublé du turc Hasan Kabze. Cette victoire propulse cependant les héraultais sur le devant de la scène et se retrouvent au soir de leur victoire sur l'OGC Nice leader de la Ligue 1 pour 24h. Lors de la conférence d'après match, Louis Nicollin fait une nouvelle déclaration qui fait parler de lui, en disant qu'il « pisse à la raie » de ceux qui voit le beau parcours de son club comme une marque de la faiblesse du championnat.

### Une entrée dans l'hiver plutôt difficile
Deux matchs délicats se présente à l'approche de l'hiver et le Montpellier Hérault SC va passer totalement à côté du premier véritable test de l'année sur la pelouse de l'Olympique de Marseille, incapable de réagir, les pailladins sont balayés quatre buts à zéro. Mais les héraultais vont connaitre une autre désillusion à domicile lors de la journée suivante face à l'Olympique lyonnais, après avoir égalisé par Emir Spahić à la 80e minute, les hommes de René Girard pensent avoir sauvé les meubles avant que Lisandro López ne viennent crucifier Geoffrey Jourdren à la 95e minute.
Les trois matchs suivant ne vont guère remonter le moral des supporteurs avec trois nuls face à des équipes de milieu de tableau, le club arrive néanmoins à la trêve avec 27 points soit deux de plus que l'objectif de début de saison.

### Un début d'année 2011 prometteur
Après une trêve hivernale relativement courte, les pailladins ont repris la compétition de la plus mauvaise façon qui soit en s'inclinant en coupe de France dès leur entrée en lice par la modeste équipe du Stade de Reims. Les hommes de René Girard vont rapidement réagir, d'une part en championnat avec deux victoires face à des adversaires directs pour l'obtention du maintien, et d'autre part en se qualifiant pour la finale de la coupe de la Ligue en éliminant le Paris-Saint-Germain au stade de la Mosson. Le club retrouve donc enfin la finale d'une compétition 21 ans après sa dernière victoire en coupe de France. Après avoir connu un coup d'arrêt au stade de la Mosson face à l'AS Saint-Étienne (1-2) et chez l'AC Arles-Avignon (0-0), les hommes de René Girard ont relancé le championnat en battant le Lille OSC sur un but de Younès Belhanda redevenu titulaire indiscutable en ce début d'année et grâce à un grand Mapou Yanga-Mbiwa.

### La fin des illusions
Le mois de mars met fin aux illusions des supporteurs après un match nul face au FC Sochaux-Montbéliard (0-0) et une défaite au stade de la Mosson face au Stade rennais (0-1). Même si le match au Parc des Princes donne du baume au cœur en accrochant le match nul à dix contre onze (2-2), condamnant ainsi le Paris-Saint-Germain à jouer les seconds rôles en cette fin de saison, c'est la venue du RC Lens qui va signer la fin des espoirs montpelliérains avec cette humiliation subie à Montpellier (1-4).
Alors que les pailladins n'ont plus rien à jouer en championnat, c'est un véritable marathon qui se présente aux hommes de René Girard avec pas moins de six matchs à jouer en un mois. Après une victoire encourageante face au Toulouse FC au Stadium (1-0), les Héraultais laissent filer le match de l'OGC Nice (1-1) pour préparer la double confrontation face à l'Olympique de Marseille. C'est au stade de la Mosson que le premier acte a lieu, et après un match tendu conclu par un pénalty litigieux, ce sont les olympiens qui remportent le premier acte (1-2). Les pailladins ne renverseront pas la tendance et ce malgré un engouement exceptionnel de ses supporteurs pour le club héraultais, en s'inclinant le 23 avril en finale de la coupe de la ligue (0-1) puis en s'inclinant trois jours plus tard face à l'Olympique lyonnais (2-3).
Cette série de défaites du mois d'avril est dure à encaisser, et alors qu'il existe encore un espoir d'accrocher l’Europe, les pailladins vont enchainer les contre-performances comme face à l'AS Monaco (0-1) et les coups d'éclats comme contre le FC Lorient (3-1), pour finalement terminer à une triste 14e place.

## Joueurs et staff

### Transferts
| Nom                 | Nationalité | Transfert                   | Provenance/Destination | Division           |
| ------------------- | ----------- | --------------------------- | ---------------------- | ------------------ |
| Arrivées            |             |                             |                        |                    |
| Olivier Giroud      | France      | Transfert définitif         | Tours FC               | Ligue 2            |
| Garry Bocaly        | France      | Transfert définitif         | Olympique de Marseille | Ligue 1            |
| Hasan Kabze         | Turquie     | Transfert sans indemnité    | Roubine Kazan          | Premier-Liga       |
| Marco Estrada       | Chili       | Transfert                   | Universidad de Chile   | Primera División   |
| Adrien Coulomb      | France      | Premier contrat pro         |                        |                    |
| Jonas Martin        | France      | Premier contrat pro         |                        |                    |
| Teddy Mézague       | France      | Premier contrat pro         |                        |                    |
| Guillaume Legras    | France      | Premier contrat pro         |                        |                    |
| Benjamin Stambouli  | France      | Premier contrat pro         |                        |                    |
| Jonathan Ligali     | France      | Premier contrat pro         |                        |                    |
| Retours de prêt     |             |                             |                        |                    |
| Romain Armand       | France      | Expiration de durée de prêt | Clermont Foot          | Ligue 2            |
| Nicolas Sahnoun     | France      | Expiration de durée de prêt | Racing de Ferrol       | Segunda División B |
| Départs             |             |                             |                        |                    |
| Julio Colombo       | France      | Fin de contrat              |                        |                    |
| Mourad Benhamida    | France      | Fin de contrat              |                        |                    |
| Johann Carrasso     | France      | Transfert                   | Stade rennais          | Ligue 1            |
| Víctor Hugo Montaño | Colombie    | Transfert                   | Stade rennais          | Ligue 1            |
| Alberto Costa       | Argentine   | Transfert                   | Valence CF             | Liga BBVA          |
| Philippe Delaye     | France      | Fin de contrat (Retraite)   |                        |                    |
| Lilian Compan       | France      | Résiliation de contrat      | AS Cannes              | National           |
| Nicolas Sahnoun     | France      | Résiliation de contrat      |                        |                    |
| Prêts               |             |                             |                        |                    |
| Rémy Cabella        | France      | Prêt                        | AC Arles-Avignon       | Ligue 1            |
| Anthony Scribe      | France      | Prêt                        | UJA Alfortville        | National           |

| Nom             | Nationalité | Transfert | Provenance/Destination | Division        |
| --------------- | ----------- | --------- | ---------------------- | --------------- |
| Arrivées        |             |           |                        |                 |
| John Utaka      | Nigeria     | Transfert | Portsmouth FC          | FL Championship |
| Départs         |             |           |                        |                 |
| Romain Armand   | France      | Transfert | AS Cannes              | National        |
| Prêts           |             |           |                        |                 |
| Grégory Lacombe | France      | Prêt      | AS Monaco              | Ligue 1         |

## Rencontres de la saison

### Matchs amicaux
Le Montpellier Hérault SC commence sa saison 2010-2011 avec quatre matches de préparation au programme avant son entrée en Ligue Europa et le début des compétitions officielles.
| Date     | Adversaire                    | Lieu     | Résultat | Buteurs du MHSC                                                                         | Affluence |
| -------- | ----------------------------- | -------- | -------- | --------------------------------------------------------------------------------------- | --------- |
| 10/07/10 | Avenir Foot Lozère (District) | Mende    | 4-0      | 28e Souleymane Camara · 36e Romain Armand · 56e Olivier Giroud · 63e Bengali-Fodé Koita | -         |
| 13/07/10 | FC Istres (Ligue 2)           | Mèze     | 0-0      | -                                                                                       | 2 300     |
| 17/07/10 | Toulouse FC (Ligue 1)         | Limoux   | 0-0      | -                                                                                       | 2 000     |
| 24/07/10 | GFCO Ajaccio (CFA)            | Corse    | 0-1      | -                                                                                       | -         |
| 05/01/11 | VfL Wolfsbourg ()             | Marbella | 0-4      | -                                                                                       | -         |

### Ligue 1
| Date     |            | Adversaire             | Lieu | Résultat | Buteurs du MHSC                                                        | Place | Affluence |
| -------- | ---------- | ---------------------- | ---- | -------- | ---------------------------------------------------------------------- | ----- | --------- |
| 08/08/10 | Journée 1  | Girondins de Bordeaux  | Dom. | 1-0      | 48e Garry Bocaly                                                       | 6e    | 21 915    |
| 17/08/10 | Journée 2  | AS Monaco              | Ext. | 0-0      | -                                                                      | 7e    | 8 917     |
| 22/08/10 | Journée 3  | SM Caen                | Dom. | 0-0      | -                                                                      | 6e    | 16 738    |
| 28/08/10 | Journée 4  | Valenciennes FC        | Ext. | 1-0      | 29e Olivier Giroud                                                     | 3e    | 11 122    |
| 11/09/10 | Journée 5  | AS Nancy-Lorraine      | Dom. | 1-2      | 50e Marco Estrada                                                      | 5e    | 14 427    |
| 18/09/10 | Journée 6  | AS Saint-Étienne       | Ext. | 0-3      | -                                                                      | 12e   | 30 406    |
| 25/09/10 | Journée 7  | AC Arles-Avignon       | Dom. | 3-1      | 42e Olivier Giroud · 48e (pen.) Olivier Giroud · 82e Souleymane Camara | 9e    | 13 748    |
| 03/10/10 | Journée 8  | Lille OSC              | Ext. | 1-3      | 23e (pen.) Olivier Giroud                                              | 11e   | 15 195    |
| 16/10/10 | Journée 9  | FC Sochaux-Montbéliard | Dom. | 2-0      | 30e Mapou Yanga-Mbiwa · 44e Younès Belhanda                            | 9e    | 13 967    |
| 23/10/10 | Journée 10 | Stade rennais          | Ext. | 1-0      | 43e Joris Marveaux                                                     | 6e    | 22 688    |
| 30/10/10 | Journée 11 | Paris Saint-Germain    | Dom. | 1-1      | 42e Marco Estrada                                                      | 6e    | 19 967    |
| 06/11/10 | Journée 12 | RC Lens                | Ext. | 0-2      | -                                                                      | 8e    | 30 502    |
| 13/11/10 | Journée 13 | Toulouse FC            | Dom. | 1-0      | 19e Olivier Giroud                                                     | 3e    | 15 175    |
| 20/11/10 | Journée 14 | OGC Nice               | Ext. | 1-0      | 83e Olivier Giroud                                                     | 2e    | 6 826     |
| 27/11/10 | Journée 15 | Olympique de Marseille | Ext. | 0-4      | -                                                                      | 5e    | 51 237    |
| 04/12/10 | Journée 16 | Olympique lyonnais     | Dom. | 1-2      | 80e Emir Spahić                                                        | 10e   | 18 990    |
| 11/12/10 | Journée 17 | Stade brestois         | Ext. | 0-0      | -                                                                      | 9e    | 11 933    |
| 18/12/10 | Journée 18 | AJ Auxerre             | Dom. | 1-1      | 59e Younès Belhanda                                                    | 10e   | 14 842    |
| 21/12/10 | Journée 19 | FC Lorient             | Ext. | 0-0      | -                                                                      | 10e   | 16 126    |
| 15/01/11 | Journée 20 | Valenciennes FC        | Dom. | 2-1      | 80e (pen.) Olivier Giroud · 82e Abdelhamid El Kaoutari                 | 7e    | 13 560    |
| 30/01/11 | Journée 21 | AS Nancy-Lorraine      | Ext. | 2-1      | 7e Souleymane Camara · 58e Garry Bocaly                                | 6e    | 13 536    |
| 05/02/11 | Journée 22 | AS Saint-Étienne       | Dom. | 1-2      | 86e Jonas Martin                                                       | 8e    | 18 035    |
| 12/02/11 | Journée 23 | AC Arles-Avignon       | Ext. | 0-0      | -                                                                      | 7e    | 8 489     |
| 19/02/11 | Journée 24 | Lille OSC              | Dom. | 1-0      | 84e Younès Belhanda                                                    | 6e    | 16 934    |
| 26/02/11 | Journée 25 | FC Sochaux-Montbéliard | Ext. | 0-0      | -                                                                      | 6e    | 12 085    |
| 05/03/11 | Journée 26 | Stade rennais          | Dom. | 0-1      | -                                                                      | 6e    | 15 165    |
| 12/03/11 | Journée 27 | Paris Saint-Germain    | Ext. | 2-2      | 47e Olivier Giroud · 59e Olivier Giroud                                | 6e    | 23 605    |
| 19/03/11 | Journée 28 | RC Lens                | Dom. | 1-4      | 56e Garry Bocaly                                                       | 7e    | 14 579    |
| 02/04/11 | Journée 29 | Toulouse FC            | Ext. | 1-0      | 74e Souleymane Camara                                                  | 6e    | 12 123    |
| 09/04/11 | Journée 30 | OGC Nice               | Dom. | 1-1      | 43e Geoffrey Dernis                                                    | 6e    | 14 245    |
| 16/04/11 | Journée 31 | Olympique de Marseille | Dom. | 1-2      | 64e Olivier Giroud                                                     | 8e    | 25 119    |
| 27/04/11 | Journée 32 | Olympique lyonnais     | Ext. | 2-3      | 30e Olivier Giroud · 84e Souleymane Camara                             | 10e   | 34 849    |
| 01/05/11 | Journée 33 | Stade brestois         | Dom. | 0-0      | -                                                                      | 10e   | 13 887    |
| 07/05/11 | Journée 34 | AJ Auxerre             | Ext. | 0-1      | -                                                                      | 10e   | 13 004    |
| 11/05/11 | Journée 35 | FC Lorient             | Dom. | 3-1      | 25e Olivier Giroud · 51e Marco Estrada · 64e Jamel Saihi               | 9e    | 13 945    |
| 15/05/11 | Journée 36 | SM Caen                | Ext. | 0-2      | -                                                                      | 10e   | 15 737    |
| 21/05/11 | Journée 37 | AS Monaco              | Dom. | 0-1      | -                                                                      | 11e   | 17 998    |
| 29/05/11 | Journée 38 | Girondins de Bordeaux  | Ext. | 0-2      | -                                                                      | 14e   | 21 045    |

### Ligue Europa
Le coefficient UEFA du club héraultais en 2010 a permis aux montpellierains d'être tête de série lors du tirage au sort du troisième tour de qualification.
| Date     | Tour            | Adversaire   | Lieu | Résultat                    | Buteurs du MHSC    | Affluence |
| -------- | --------------- | ------------ | ---- | --------------------------- | ------------------ | --------- |
| 29/07/10 | 3e tour qualif. | Győri ETO FC | Ext. | 1-0                         | 32e Olivier Giroud | 7 000     |
| 05/08/10 | 3e tour qualif. | Győri ETO FC | Dom. | 0-1 (a.p.) Tir au but : 3-4 | -                  | 9 218     |

### Coupe de France
| Date     | Tour            | Adversaire               | Lieu | Résultat | Buteurs du MHSC | Affluence |
| 08/01/11 | 1/32e de finale | Stade de Reims (Ligue 2) | Ext. | 0-1      | -               | 5 000     |

### Coupe de la ligue
Le Montpellier Hérault SC en tant qu'européen est exempt des seizièmes de finale de la coupe de la ligue.
| Date     | Tour           | Adversaire                       | Lieu        | Résultat   | Buteurs du MHSC                          | Affluence |
| -------- | -------------- | -------------------------------- | ----------- | ---------- | ---------------------------------------- | --------- |
| 26/10/10 | 1/8e de finale | AC ajaccien (Ligue 2)            | Dom.        | 2-0        | 32e Hasan Kabze · 90e Bengali-Fodé Koita | 6 616     |
| 10/11/10 | 1/4 de finale  | Lille OSC (Ligue 1)              | Dom.        | 2-1        | 28e Hasan Kabze · 52e Hasan Kabze        | 5 764     |
| 18/01/11 | 1/2 finale     | Paris-Saint-Germain (Ligue 1)    | Dom.        | 1-0 (a.p.) | 118e Olivier Giroud                      | 17 641    |
| 23/04/11 | Finale         | Olympique de Marseille (Ligue 1) | Saint-Denis | 0-1        | -                                        | 74 259    |

### Autres équipes

#### CFA 2
| Date     |            | Adversaire                   | Lieu | Résultat | Buteurs du MHSC                                                                     | Place |
| -------- | ---------- | ---------------------------- | ---- | -------- | ----------------------------------------------------------------------------------- | ----- |
| 22/08/10 | Journée 1  | SC Toulon-Le Las             | Ext. | 2-2      | Romain Armand · Guillaume Legras                                                    | 9e    |
| 29/08/10 | Journée 2  | AS Furiani-Agliani           | Dom. | 3-0      | 32e Teddy Mézague · 52e Bengali-Fodé Koita · 67e Bengali-Fodé Koita                 | 5e    |
| 04/09/10 | Journée 3  | FCA Calvi                    | Ext. | 0-3      | -                                                                                   | 7e    |
| 12/09/10 | Journée 4  | US Cortenais                 | Dom. | 5-1      | Romain Armand · Bengali-Fodé Koita · Younès Belhanda · Ischam Berrached             | 5e    |
| 26/09/10 | Journée 5  | Trinité Sport FC             | Ext. | 0-1      | -                                                                                   | 6e    |
| 10/10/10 | Journée 6  | OGC Nice (rés.)              | Dom. | 0-0      | -                                                                                   | 8e    |
| 23/10/10 | Journée 7  | FC Bagnols Pont              | Ext. | 4-1      | Romain Armand · Bengali-Fodé Koita · Bryan Dabo · Teddy Mezague                     | 5e    |
| 07/11/10 | Journée 8  | RC Grasse                    | Dom. | 2-1      | 28e Guillaume Legras · 37e Mathieu Deplagne                                         | 4e    |
| 13/11/10 | Journée 9  | UA valettoise                | Ext. | 2-1      | Bengali-Fodé Koita · Adrien Coulomb                                                 | 2e    |
| 28/11/10 | Journée 10 | GS Consolat                  | Dom. | 1-1      | Grégory Lacombe                                                                     | 3e    |
| 04/12/10 | Journée 11 | Nîmes Olympique (rés.)       | Ext. | 1-1      | Bengali-Fodé Koita                                                                  | 3e    |
| 09/01/11 | Journée 12 | EFC Fréjus St-Raphaël (rés.) | Dom. | 4-2      | Dimitri Sarasar · Mathieu Deplagne · Romain Armand                                  | 3e    |
| 16/01/11 | Journée 13 | Borgo FC                     | Ext. | 0-1      | -                                                                                   | 4e    |
| 30/01/11 | Journée 14 | EF Bastia                    | Dom. | 5-0      | Abdoul Karim Sylla · Dimitri Sarasar · Mathieu Deplagne · Antoine Jouan             | 3e    |
| 06/02/11 | Journée 15 | AS gardannais                | Dom. | 3-4      | Buteurs inconnus                                                                    | 4e    |
| 12/02/11 | Journée 16 | AS Furiani-Agliani           | Ext. | 0-0      | -                                                                                   | 4e    |
| 19/02/11 | Journée 17 | FCA Calvi                    | Dom. | 5-2      | Abdoul Karim Sylla · Florent André · Ischam Berrached                               | 1er   |
| 05/03/11 | Journée 18 | US Cortenais                 | Ext. | 3-2      | Dimitri Sarasar · Abdoul Karim Sylla                                                | 1er   |
| 13/03/11 | Journée 19 | Trinité Sport FC             | Dom. | 2-1      | Florent André · Antoine Jouan                                                       | 1er   |
| 20/03/11 | Journée 20 | OGC Nice (rés.)              | Ext. | 1-2      | Téji Savanier                                                                       | 2e    |
| 27/03/11 | Journée 21 | FC Bagnols Pont              | Dom. | 4-2      | 14e Hasan Kabze · 25e Bengali-Fodé Koita · 30e Ischam Berrached · 63e Téji Savanier | 2e    |
| 03/04/11 | Journée 22 | RC Grasse                    | Ext. | 1-2      | Buteur inconnu                                                                      | 2e    |
| 10/04/11 | Journée 23 | UA valettoise                | Dom. | 1-1      | Buteur inconnu                                                                      | 2e    |
| 16/04/11 | Journée 24 | GS Consolat                  | Ext. | 0-2      | -                                                                                   | 4e    |
| 29/04/11 | Journée 25 | Nîmes Olympique (rés.)       | Dom. | 2-1      | Alexandre Cropanese · 30e Julien Lopez                                              | 3e    |
| 08/05/11 | Journée 26 | EFC Fréjus St-Raphaël (rés.) | Ext. | 0-1      | -                                                                                   | 3e    |
| 15/05/11 | Journée 27 | Borgo FC                     | Dom. | 1-1      | Buteur inconnu                                                                      | 3e    |
| 22/05/11 | Journée 28 | EF Bastia                    | Ext. | 1-2      | Buteur inconnu                                                                      | 3e    |
| 28/05/11 | Journée 29 | AS gardannais                | Ext. | 0-1      | -                                                                                   | 4e    |
| 05/06/11 | Journée 30 | SC Toulon-Le Las             | Dom. | 0-2      | -                                                                                   | 5e    |

#### Équipe des moins de 19 ans
| Date     |                 | Adversaire         | Lieu | Résultat                    | Buteurs du MHSC                                  |
| -------- | --------------- | ------------------ | ---- | --------------------------- | ------------------------------------------------ |
| 16/01/11 | 1/64e de finale | Jura Sud Foot      | Ext. | 2-0                         | Buteurs inconnus                                 |
| 02/02/11 | 1/32e de finale | Olympique lyonnais | Dom. | 3-0                         | William Aho · Abdoul Karim Sylla                 |
| 27/02/11 | 1/16e de finale | OGC Nice           | Ext. | 2-0                         | Abdoul Karim Sylla · Alexandre Cropanese         |
| 20/03/11 | 1/8e de finale  | Paris FC           | Dom. | 2-0                         | Abdoul Karim Sylla · Sacha Litmanowicz           |
| 10/04/11 | 1/4 de finale   | ES Troyes AC       | Dom. | 2-2 (a.p.) Tir au but : 4-5 | 8e Alexandre Cropanese · 61e Alexandre Cropanese |

## Statistiques

### Budget 2010-2011
Le budget de la saison 2010-2011 du Montpellier Hérault SC est de 31,74 millions d'euros, qui sont répartis comme suit (en millions d'euros) :
- Redevances LFP : 19,3
- Sponsors/pubs : 6,4
- Recette matchs : 3,2
- Subventions : 2,3
- Autres produits : 1,4
- Transfert de charges : 0,4

Il s'agit du 15e budget de Ligue 1 selon le Midi libre.

### Statistiques collectives
| Compétition       | Débute au tour           | Place ou tour final      | Matches joués | Gagnés | Nuls | Perdus | Buts pour | Buts contre | Différence |
| ----------------- | ------------------------ | ------------------------ | ------------- | ------ | ---- | ------ | --------- | ----------- | ---------- |
| Ligue 1           | -                        | -                        | 38            | 12     | 11   | 15     | 32        | 43          | -11        |
| Ligue Europa      | 3e tour de qualification | 3e tour de qualification | 2             | 1      | 0    | 1      | 1         | 1           | +0         |
| Coupe de France   | 1/32 de finale           | 1/32 de finale           | 1             | 0      | 0    | 1      | 0         | 1           | -1         |
| Coupe de la ligue | 1/8 de finale            | Finale                   | 4             | 3      | 0    | 1      | 5         | 2           | +3         |
| Total             | -                        | -                        | 45            | 16     | 11   | 18     | 38        | 46          | -9         |

### Statistiques individuelles
| Numéro | Nat. | Nom         | Ligue 1 | Ligue 1     | Ligue 1 | Ligue 1      | Coupe de France | Coupe de France | Coupe de France | Coupe de France | Coupe de la ligue | Coupe de la ligue | Coupe de la ligue | Coupe de la ligue | Ligue Europa | Ligue Europa | Ligue Europa | Ligue Europa | Total | Total       | Total  | Total        |
| Numéro | Nat. | Nom         | M.j.    | But inscrit | Averti  | Carton rouge | M.j.            | But inscrit     | Averti          | Carton rouge    | M.j.              | But inscrit       | Averti            | Carton rouge      | M.j.         | But inscrit  | Averti       | Carton rouge | M.j.  | But inscrit | Averti | Carton rouge |
| ------ | ---- | ----------- | ------- | ----------- | ------- | ------------ | --------------- | --------------- | --------------- | --------------- | ----------------- | ----------------- | ----------------- | ----------------- | ------------ | ------------ | ------------ | ------------ | ----- | ----------- | ------ | ------------ |
| 1      |      | Pionnier    | 1       | 0           | 0       | 0            | 1               | 0               | 0               | 0               | 4                 | 0                 | 0                 | 0                 | 0            | 0            | 0            | 0            | 6     | 0           | 0      | 0            |
| 16     |      | Jourdren    | 37      | 0           | 0       | 0            | 0               | 0               | 0               | 0               | 0                 | 0                 | 0                 | 0                 | 2            | 0            | 0            | 0            | 39    | 0           | 0      | 0            |
| 30     |      | Ligali      | 0       | 0           | 0       | 0            | 0               | 0               | 0               | 0               | 0                 | 0                 | 0                 | 0                 | 0            | 0            | 0            | 0            | 0     | 0           | 0      | 0            |
| 2      |      | Bocaly      | 29      | 3           | 9       | 1            | 0               | 0               | 0               | 0               | 2                 | 0                 | 2                 | 0                 | 0            | 0            | 0            | 0            | 31    | 3           | 11     | 1            |
| 3      |      | Yanga-Mbiwa | 36      | 1           | 7       | 1            | 0               | 0               | 0               | 0               | 4                 | 0                 | 1                 | 0                 | 2            | 0            | 0            | 0            | 41    | 1           | 8      | 1            |
| 4      |      | Džodić      | 3       | 0           | 1       | 0            | 0               | 0               | 0               | 0               | 1                 | 0                 | 1                 | 0                 | 0            | 0            | 0            | 0            | 4     | 0           | 2      | 0            |
| 5      |      | Spahić      | 23      | 1           | 8       | 1            | 0               | 0               | 0               | 0               | 1                 | 0                 | 0                 | 0                 | 2            | 0            | 1            | 0            | 26    | 1           | 9      | 1            |
| 15     |      | Nelson      | 0       | 0           | 0       | 0            | 0               | 0               | 0               | 0               | 0                 | 0                 | 0                 | 0                 | 0            | 0            | 0            | 0            | 0     | 0           | 0      | 0            |
| 21     |      | El Kaoutari | 25      | 1           | 4       | 1            | 1               | 0               | 0               | 0               | 3                 | 0                 | 0                 | 0                 | 1            | 0            | 0            | 0            | 30    | 1           | 4      | 1            |
| 25     |      | Collin      | 3       | 0           | 1       | 1            | 1               | 0               | 0               | 0               | 0                 | 0                 | 0                 | 0                 | 2            | 0            | 1            | 0            | 6     | 0           | 2      | 1            |
| 27     |      | Jeunechamp  | 30      | 0           | 9       | 2            | 1               | 0               | 0               | 0               | 3                 | 0                 | 1                 | 0                 | 1            | 0            | 1            | 0            | 36    | 0           | 11     | 2            |
| 22     |      | Stambouli   | 24      | 0           | 2       | 1            | 1               | 0               | 0               | 0               | 3                 | 0                 | 1                 | 0                 | 1            | 0            | 0            | 0            | 29    | 0           | 3      | 1            |
| 31     |      | Mézague     | 0       | 0           | 0       | 0            | 0               | 0               | 0               | 0               | 0                 | 0                 | 0                 | 0                 | 0            | 0            | 0            | 0            | 0     | 0           | 0      | 0            |
| 6      |      | Marveaux    | 36      | 1           | 5       | 1            | 1               | 0               | 0               | 0               | 4                 | 0                 | 0                 | 0                 | 2            | 0            | 0            | 0            | 41    | 1           | 5      | 1            |
| 7      |      | Lacombe     | 3       | 0           | 0       | 0            | 1               | 0               | 0               | 0               | 3                 | 0                 | 0                 | 0                 | 0            | 0            | 0            | 0            | 7     | 0           | 0      | 0            |
| 8      |      | Legras      | 0       | 0           | 0       | 0            | 0               | 0               | 0               | 0               | 0                 | 0                 | 0                 | 0                 | 0            | 0            | 0            | 0            | 0     | 0           | 0      | 0            |
| 13     |      | Estrada     | 29      | 3           | 3       | 0            | 1               | 0               | 0               | 0               | 1                 | 0                 | 0                 | 0                 | 2            | 0            | 1            | 0            | 33    | 3           | 4      | 0            |
| 14     |      | Pitau       | 30      | 0           | 5       | 0            | 0               | 0               | 0               | 0               | 4                 | 0                 | 0                 | 0                 | 1            | 0            | 0            | 0            | 35    | 0           | 5      | 0            |
| 28     |      | Martin      | 5       | 1           | 0       | 0            | 0               | 0               | 0               | 0               | 0                 | 0                 | 0                 | 0                 | 0            | 0            | 0            | 0            | 5     | 1           | 0      | 0            |
| 23     |      | Saihi       | 15      | 1           | 3       | 0            | 1               | 0               | 0               | 0               | 1                 | 0                 | 0                 | 0                 | 2            | 0            | 1            | 0            | 19    | 1           | 4      | 0            |
| 29     |      | Belhanda    | 36      | 3           | 8       | 0            | 0               | 0               | 0               | 0               | 4                 | 0                 | 0                 | 0                 | 2            | 0            | 0            | 0            | 42    | 3           | 8      | 0            |
| 32     |      | Coulomb     | 0       | 0           | 0       | 0            | 0               | 0               | 0               | 0               | 0                 | 0                 | 0                 | 0                 | 0            | 0            | 0            | 0            | 0     | 0           | 0      | 0            |
| 7      |      | Utaka       | 11      | 0           | 0       | 0            | 0               | 0               | 0               | 0               | 0                 | 0                 | 0                 | 0                 | 0            | 0            | 0            | 0            | 11    | 0           | 0      | 0            |
| 11     |      | Kabze       | 21      | 0           | 1       | 0            | 1               | 0               | 0               | 0               | 3                 | 3                 | 0                 | 0                 | 2            | 0            | 0            | 0            | 27    | 3           | 1      | 0            |
| 12     |      | Dernis      | 25      | 1           | 4       | 0            | 1               | 0               | 0               | 0               | 4                 | 0                 | 1                 | 0                 | 0            | 0            | 0            | 0            | 30    | 1           | 5      | 0            |
| 17     |      | Giroud      | 37      | 12          | 5       | 0            | 1               | 0               | 0               | 0               | 3                 | 1                 | 0                 | 0                 | 2            | 1            | 1            | 0            | 43    | 14          | 6      | 0            |
| 18     |      | Aït-Fana    | 19      | 0           | 2       | 0            | 1               | 0               | 0               | 0               | 3                 | 0                 | 0                 | 0                 | 2            | 0            | 0            | 0            | 25    | 0           | 2      | 0            |
| 19     |      | Camara      | 36      | 4           | 3       | 0            | 1               | 0               | 0               | 0               | 2                 | 0                 | 0                 | 0                 | 2            | 0            | 0            | 0            | 41    | 4           | 3      | 0            |
| 24     |      | Koita       | 5       | 0           | 0       | 0            | 0               | 0               | 0               | 0               | 3                 | 1                 | 0                 | 0                 | 0            | 0            | 0            | 0            | 8     | 1           | 0      | 0            |
| 26     |      | Armand      | 1       | 0           | 0       | 0            | 0               | 0               | 0               | 0               | 0                 | 0                 | 0                 | 0                 | 1            | 0            | 0            | 0            | 2     | 0           | 0      | 0            |

### Autres statistiques
| Joueur                 | Total |
| ---------------------- | ----- |
| Olivier Giroud         | 14    |
| Souleymane Camara      | 4     |
| Hasan Kabze            | 3     |
| Younès Belhanda        | 3     |
| Garry Bocaly           | 3     |
| Marco Estrada          | 3     |
| Bengali-Fodé Koita     | 1     |
| Mapou Yanga-Mbiwa      | 1     |
| Joris Marveaux         | 1     |
| Emir Spahić            | 1     |
| Abdelhamid El Kaoutari | 1     |
| Jonas Martin           | 1     |
| Geoffrey Dernis        | 1     |
| Jamel Saihi            | 1     |

| Joueur             | Total |
| ------------------ | ----- |
| Marco Estrada      | 6     |
| Younès Belhanda    | 3     |
| Olivier Giroud     | 3     |
| Geoffrey Dernis    | 2     |
| Karim Aït-Fana     | 2     |
| Romain Pitau       | 2     |
| Hasan Kabze        | 2     |
| Joris Marveaux     | 2     |
| Benjamin Stambouli | 1     |
| Emir Spahić        | 1     |
| Bengali-Fodé Koita | 1     |

Buts
- Premier but de la saison :   32e Olivier Giroud contre le Győri ETO FC lors du 3e tour de qualification aller de la Ligue Europa
- Premier doublé :   42e et   48e Olivier Giroud contre l'AC Arles-Avignon lors de la 7e journée de championnat
- But le plus rapide d'une rencontre :   19e Olivier Giroud contre le Toulouse FC lors de la 13e journée de championnat
- But le plus tardif d'une rencontre :   118e Olivier Giroud contre le Paris-Saint-Germain lors de la demi-finale de la coupe de la Ligue
- Plus grande marge : 4 buts (marge négative) 0-4 face à l'Olympique de Marseille lors de la 15e journée de championnat
- Plus grand nombre de buts dans une rencontre : 5 buts  1-4 face au RC Lens et 2-3 face à l'Olympique lyonnais lors de la 28e et 32e journée de championnat
- Victoires consécutives :  3 matchs du 16 octobre au 26 octobre et du 15 janvier au 30 janvier
- Défaites consécutives : 3 matchs du 16 avril au 27 avril, du 27 novembre au 4 décembre et du 15 mai au 29 mai
- Matchs sans défaite : 4 matchs du 8 au 28 août et du 16 octobre au 30 octobre
- Matchs sans victoire : 6 matchs du 27 novembre au 8 janvier et du 9 avril au 7 mai

Discipline
- Premier carton jaune :  24e Cyril Jeunechamp contre le Győri ETO FC lors du 3e tour de qualification aller de la Ligue Europa
- Premier carton rouge :   54e Xavier Collin contre l'AC Arles-Avignon lors de la 7e journée de championnat
- Plus grand nombre de cartons dans un match : 5  35e, 77e, 82e, 89e et 90e contre les Girondins de Bordeaux

Affluences
- Meilleure affluence :
  - En championnat : 25 119 spectateurs contre l'Olympique de Marseille, 17 avril 2011, 31e journée
- Plus mauvaise affluence :
  - En championnat : 13 560 spectateurs contre le Valenciennes FC, 15 janvier 2011, 20e journée
  - Autres compétitions : 5 764 spectateurs contre le Lille OSC, 10 novembre 2010, 1/4 de finale de la coupe de la ligue